# 비마나 (건축 양식)

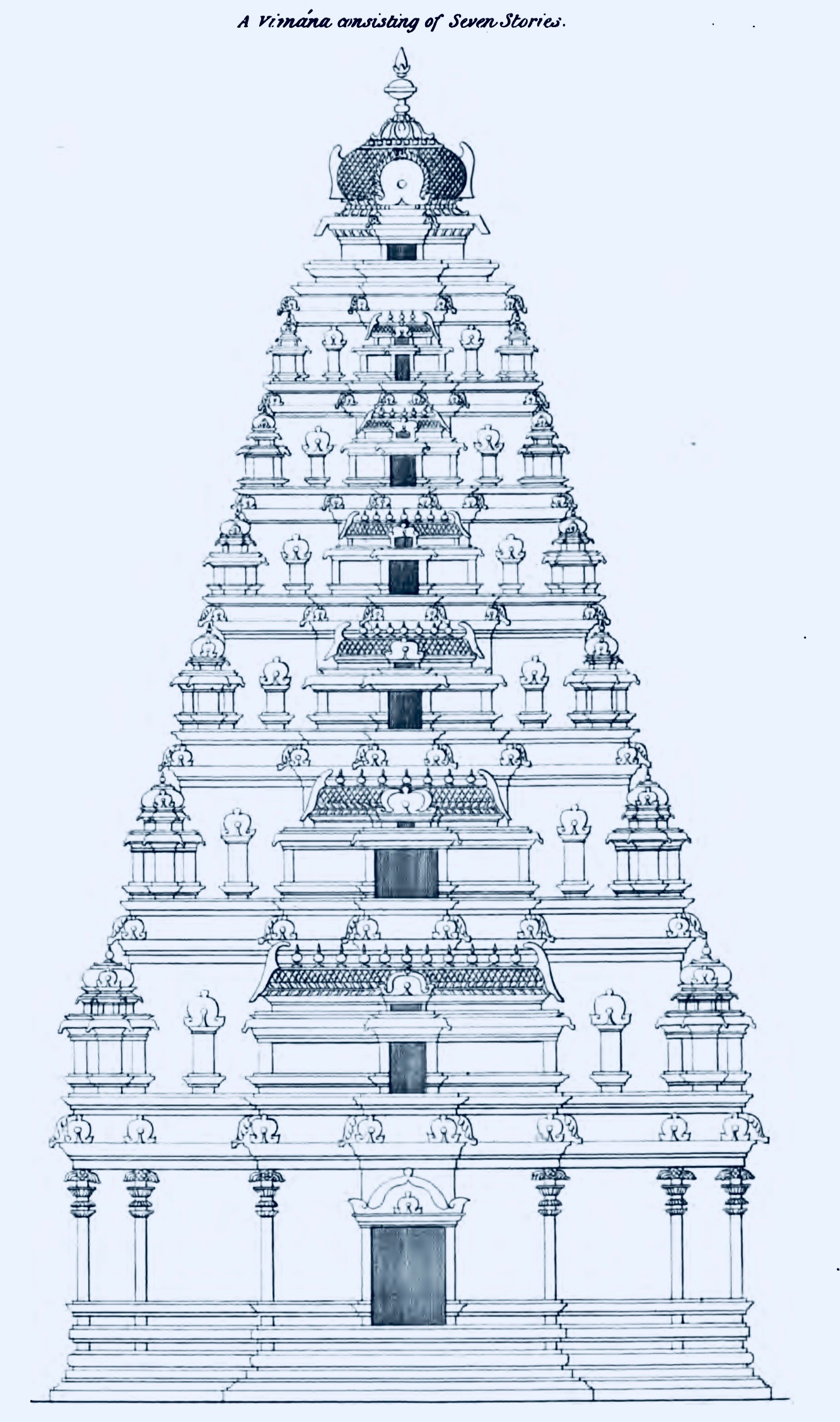
7층짜리 비마나

비마나는 남인도의 힌두교 사원과 동인도의 오디샤 주에 있는 가르바그리하(garbhagriha) 또는 내부 성소 위에 있는 구조이다. 칼링가식 건축 양식을 사용하는 오디샤의 전형적인 사원에서 비마나는 서인도 및 북인도의 사원의 시크하라 탑과 마찬가지로 사원의 가장 높은 구조이다. 대조적으로, 남인도의 큰 사원에서는 일반적으로 사원 단지에서 가장 눈에 띄는 건축 요소인 대문이나 고푸람보다 작다. 비마나는 일반적으로 여러 이야기 또는 탈라로 구성된 피라미드 모양이다. 비마나는 4개의 탈라를 지닌 자티 비마나와 5개 이상의 탈라를 지닌 무키야 비마나 두 종류로 나뉜다.
북인도 사원 건축 텍스트에서 가르바그리하 위의 상부 구조는 시카라라고 한다. 그러나, 남인도의 힌두교 건축 텍스트에서, 시카라라는 용어는 비마나 위의 돔 모양의 관을 씌우는 뚜껑을 의미한다.

## 건축
드라비다 양식의 전형적인 힌두교 사원은 네 방향, 즉 동쪽은 정문, 북쪽과 남쪽은 입구, 서쪽은 오직 천국으로 바로 갈 것이라고 믿는 길조의 날에만 문을 열었다. 사원의 벽은 전형적으로 가장 바깥쪽 벽은 정사각형이며, 각 벽의 정확한 중앙에 위치한 네 개의 고푸라가 있다. 이것은 사원의 크기에 따라 다음 층으로 계속 이어질 것이다. 성소와 높은 지붕 (중앙 신의 사당)은 또한 비마나라고 불린다. 일반적으로 성소의 지붕이 사원 단지 자체만큼 유명한 몇몇 사원을 제외하고는 이것들은 외부 고푸람만큼 중요하지 않다.
탄자부르의 브리하디스와라 사원 강가이콘다 촐라푸람의 브리하디스와라 사원은 11세기 촐라 제국의 건축물로, 남부에서는 전형적이지 않은 거대하고 높은 비마나를 가지고 있다. 이것들은 아마도 북부 시카라의 높이와 경쟁하기 위한 것이었을 것이다. 이 시기에 보통의 고푸람은 문 위에 있는 비교적 작은 구조물이었고, 후세기의 매우 높은 고푸람의 발전은 아마도 이러한 촐라 비마나에 의해 영향을 받았을 것이다. 이 경향은 비자야나가라 건축에서 잘 진행되었고, 이후에도 계속 그러하다.

## 유명한 예시
또 다른 예로 치담바람의 나타라자 사원에 있는 가나카사바이가 있다. 이 사당은 전체가 금판으로 덮여 있지만, 대부분의 다른 비마나들과 비교했을 때, 그 구조와 규모가 다르다. 역사적 증거에 따르면, 9세기 동안 파란타카 1세는 이 비마나를 장식용 금으로 덮는 데 자금을 댔고, 그것은 오늘날에도 그 영광을 유지하고 있다.
벤카테스와라 사원의 아난다 닐라얌 비마나는 사원의 역사와 정체성에 있어 주요 사원의 고푸람이 매우 특별한 위치를 차지하고 있는 유명한 예이다. 미나크시 사원에는 두 개의 황금 비마나가 있는데, 시바를 위한 거대한 비마나와 그의 협력자인 미낙시를 위한 두 번째 비마나가 있다.
자가나트 사원 푸리에는 시카라, 즉 비마나 꼭대기에 닐라차크라가 있다. 비슈누의 가장 강력한 무기인 수다르샤나차크라를 표현한 것이다.
코나라크 태양 사원의 비마나는 떨어지기 전 모든 비마나 중에서 가장 높았다.

## 같이 보기
- 발리 사원
- 메루 사원
- 시카라
- 스투파
- 힌두교 사원 건축